# Fajansa
Fajansa (iz francoskega  faïence), je vrsta svetle keramike, prevlečene z belo svinčevo-kositrno glazuro, primerno za poslikavanje, ki so jo francosko govoreči uporabniki sprva povezovali z mestom Faenza pri Raveni v osrednji Italiji, od koder so jo uvažali.
Izum bele glazure, ki je nastala z dodajanjem kositrovega dioksida v svinčevo glazuro, je pomenil velik napredek v razvoju keramike. Zdi se, da so v Iranu in na Bližnjem vzhodu takšno glazuro poznali že pred 9. stoletjem n. št.. Peč, ki je dosegla temperaturo  nad 1000 °C, potrebno za glaziranje, je bila rezultat nekaj tisoč let izkušenj pri žganju keramike. 
Izraz fajansa se zdaj uporablja za najrazličnejšo lončenino iz več delov sveta, vključno s številnimi vrstami evropskih poslikanih izdelkov, ki so pogosto nadomestilo za dražji porcelan.
Keramičnih izdelkov s svinčevo glazuro, kakršni so na primer francoski izdelki iz Saint-Porchairea iz 16. stoletja, se ne sme prištevati k fajansi, vendar se med njimi običajno ne dela razlik. Z belo glazuro se lahko glazirajo tudi izdelki iz kamna.

## Zgodovina

### Starodavna »fajansa«
Izraz fajansa se je razširil tudi na fino glazirane keramične koralde, figurice in druge manjše predmete, ki so jih že leta 4000 pr. n. št. izdelovali v Starem Egiptu in drugod na Bližnjem vzhodu, dolini Inda in Evropi. Ti izdelki niso prava fajansa, ker niso izdelani iz  gline, ampak iz lahko taljive steklene frite, ki so jo uporabljali samostojno ali za glaziranje. Takšen je na primer povodni konj ga hrani muzej v Louvru. Starodavno fajanso so odkrili tudi na arheološkem najdišču Knosos na Kreti, kjer je nastala verjetno pod vplivom egipčanske kulture.

### Zahodno Sredozemlje
Mavri so tehniko glaziranja keramike prinesli s seboj v Al Andaluz, kjer so jo razvili do popolnosti. Hispansko-mavrsko keramiko iz Málage v Andaluziji in kasneje iz Valencije so izvažali preko Balearskih otokov ali neposredno v druge dele Evrope.
Izraz majolika je popačena različica imena otoka Majorka,  ki je bil proti koncu srednjega veka vmesna trgovska postaja na poti iz Aragonskega kraljestva v Italijo. Tovrstna hispanska keramika je večinoma mavrska dediščina. 
V Italiji so takšno glazirano keramiko proizvajali lokalni proizvajalci. Proizvodnja se je začela v 14. stoletju in dosegla vrh v poznem 15. iz zgodnjem 16. stoletju. 

### Francija in severna Evropa
Prvi severnjaki, ki so začeli posnemati glazirano lončenino iz Italije, so bili Nizozemci. Delftska lončenina je fajansa, ki so jo izdelovali lončarji v okolici Delfta na Nizozemskem. Zanjo je značilna modra poslikava na beli podlagi, ki se je zgledovala po modro-belem porcelanu, uvoženem v zgodnjem 16. stoletju iz Kitajske. Nizozemci so kmalu zatem razvili svoj prepoznaven dekór. 
V Angliji so enako lončenino izdelovali v Lambethu, Londonu in drugih središčih in zalagali apotekarje s posodami za tekoče in trdne medikamente. Mnogo tovrstnih izdelkov je bilo tudi uvoženih iz Flandrije. Okoli leta 1600 se je začela proizvajati modro-bela posoda z dekorativno obrobljenim napisom, kaj vsebuje. V drugi polovici 18. stoletja je proizvodnja postopoma usahnila zaradi uvedbe cenejše creamware, za katero je glazuro razvil Joshiah Wedgwood okoli leta 1760.
Nizozemski lončarji so svoje znanje prenesli v severno Nemčijo. Prvi nemški središči fajanse sta bila Hannau (1661) in Heusenstamm (1662), od koder se je proizvodnja kmalu preselila v bližnji Frankfurt na Majni.
V Franciji so se središča proizvodnje fajanse začela razvijati v zgodnjem 18. stoletju. Iz Quimperja v Bretaniji, kjer se je proizvodnja začela okoli leta 1690 in ima sedaj zanimiv muzej, posvečen fajansi, se je proizvodnja razširila v Rouen, Strasbourg in Lunéville. 
Francoski izdelki iz fajanse, ki so redko kdaj posebej označeni, so prepoznavni po obliki, značilnostih glazure in slogu poslikave. Faïence blanche ali bela fajansa je bila kopija  bianchi di Faenza, ki je nastala okoli leta 1570 kot reakcija na prekomerno poslikano fajanso. Na njej je prevladovala bela barva, od poslikav pa pogosto samo obrobljen grb. Faïence parlante ali govoreča fajansa, po kateri je najbolj slovel Nevers,  je bila pogosto okrašena z izreki, dekorativnimi napisi ali simboli. Izdelki za apotekarje so pogosto imeli, večinoma latinske, napise z njihovo vsebino. V 18. stoletju so postala priljubljena móta bratovščin in združenj, kar je privedlo do faïence patriotique ali patriotske fajanse, še posebej v času francoske revolucije. Iz faïence parlante se je razvila tudi faience patronymique ali rodbinska fajansa, na kateri so prevladovale slike svetnikov in datumi in se je pogosto poklanjala kot darilo za rojstne dneve in krste.
V poznem 18. stoletju je prefinjeno fajanso izpodrinil cenejši porcelan. Ohranile so se samo majhne lončarske delavnice, ki so oskrbovale lokalne tržnice z grobimi in enostavnimi izdelki.

## Galerija
- Krožnik v slogu garofano (nagelj)
- Krožnik v slogu melograno (granatno jabolko)
- Krožnik v slogu penne di pavone (pavovo perje)
- Plitev krožnik iz Faenze, izdelan okoli leta 1555
- Skleda, izdelana okoli leta 1700 v Talaveri de la Reina, Španija
- Andaluzijski vrč iz Alhambre, Granada, Španija